# クリスマスまで待てない(雪だるま Version)
「クリスマスまで待てない (雪だるま Version)」（クリスマスまでまてない ゆきだるまヴァージョン）は、渡辺美里の楽曲で、1991年11月21日にEpic/Sony Records (現・エピックレコードジャパン)より発売された21枚目のシングル。

## 概要
7枚目のアルバム『Lucky』収録曲の別バージョンによるシングルカットとしてリリースされた。
「クリスマスまで待てない (雪だるま Version)」は、渡辺本人が出演した明治生命（現・明治安田生命保険）のTV-CMソングに使用された。
「JUMP (大魔神 Version)」はアルバム未収録になっており、本シングルでのみ聴くことが出来る。

## 収録曲
1. クリスマスまで待てない (雪だるま Version)（5:42）
作詞：渡辺美里／作曲：伊秩弘将／編曲：大村雅朗
2. JUMP (大魔神 Version)（6:13）
作詞：渡辺美里／作曲・編曲：小室哲哉

## 収録アルバム
- 『Lucky』 ※クリスマスまで待てない (#4)
- 『Lucky』 ※JUMP (#12)
- 『25th Anniversary Misato Watanabe Complete Single Collection〜Song is Beautiful〜』※クリスマスまで待てない (雪だるま Version) (Disc.2 #7)